# Oostenrijkse keuken

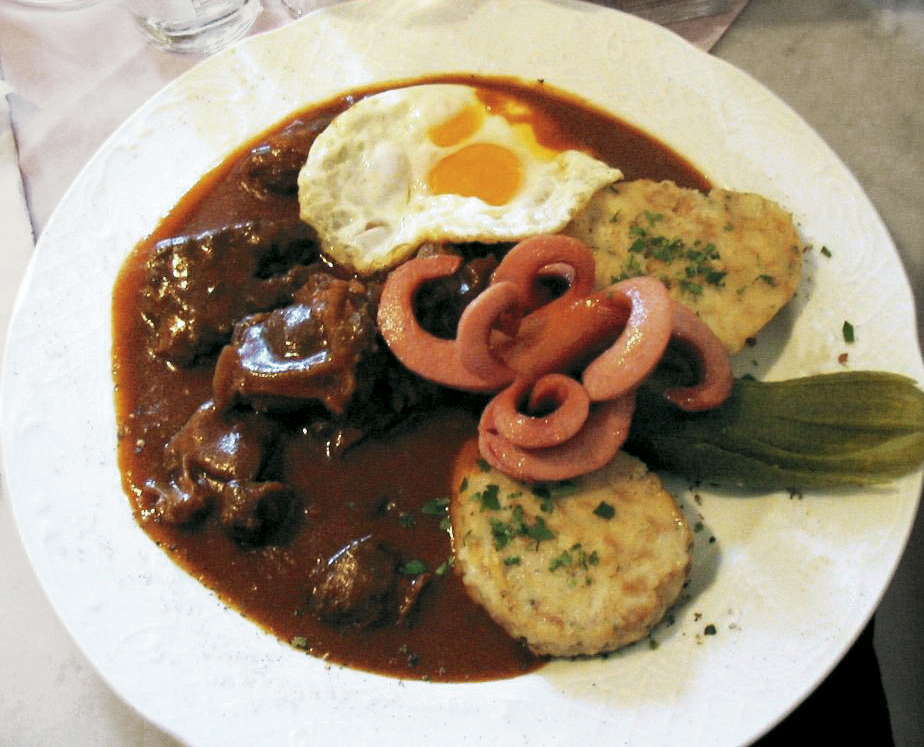
Fiaker Gulasch

De Oostenrijkse keuken, van oudsher een boerenkeuken, is bekend vanwege haar vele soorten nagerechten (Duits: Mehlspeisen). De regionale keuken krijgt steeds meer bekendheid en waardering. Vaak wordt de Oostenrijkse keuken ten onrechte verward met de Weense keuken. De Oostenrijkse keuken kent vanwege de geschiedenis en diverse culturen van de Donaumonarchie vele Italiaanse, Hongaarse en Boheemse invloeden. Vaak werden gerechten overgenomen, aangepast aan de eigen smaak en verder ontwikkeld tot wat ze nu zijn. Het bekendste voorbeeld hiervan is goulash, dat als Fiaker Gulasch in Wenen een van de populairdere gerechten is verworden.

## Snacks
Als tussendoortje (Oostenrijks: Jause) of lunch wordt veelal brood met beleg genuttigd. Denk hierbij aan spek, kaassoorten, reuzel, worst, leverkaas, etc. Ook worden kleine warme gerechten als goulash gegeten. Onder Brettljause wordt een broodmaaltijd verstaan bestaande uit worst of ham, koud varkensvlees, mierikswortel, kaas en augurken, op een houten plank geserveerd.

## Drinken

### Koffie
Koffie wordt, in het bijzonder in Wenen, op vele verschillende manieren bereid. Voorbeelden hiervan zijn een Verlängerter, een Melange, een Kapuziner en Einspänner. De Weense koffiecultuur gaat terug naar de tijd van de Turkse overheersing.
Je kunt met recht zeggen dat de koffiecultuur in Europa en Amerika, eigenlijk afkomstig is uit deze periode. Niet de Nederlanders hebben de moderne koffie groot gemaakt, maar de Oostenrijkers.
- Zie ook Koffiecultuur in het artikel Wenen

### Bier
Oostenrijk kent een rijke biertraditie en vele brouwerijen. De populairst biersoorten zijn Lager (pilsner, wat in Oostenrijk overigens Märzen wordt genoemd), Zwicklbier (ongefilterd), Weißbier (tarwebier of witbier) (hell, naturtrüb of dunkel) en Weizenbier. Op feestdagen wordt ook veel bokbier geserveerd. De meest voorkomende biermaten zijn een Pfiff (0,2 l), een Seidel (0,3 l) en een Krügerl (0,5 l).

### Wijn
Oostenrijk kent een grote wijncultuur. De voornaamste wijngebieden zijn Wenen, Neder-Oostenrijk, Burgenland en Stiermarken. Oostenrijk mag tot de belangrijkste producenten van kwaliteitswijnen worden gerekend, iets wat tot uitdrukking komt in de gemiddelde prijs van een fles Oostenrijkse wijn. Een nog jonge wijn wordt Heuriger genoemd en meestal direct bij de wijnboer geschonken.
Bekende Oostenrijkse wijnen:
- Rood: Zweigelt (van de druiven Sankt Laurent), Blaufränkisch en Blauwe Portugeser
- Wit: Grüner Veltliner, Schilcher en Uhudler

### Andere alcoholische dranken
In Opper-Oostenrijk, Neder-Oostenrijk, Stiermarken, Karinthië en Vorarlberg wordt veel most geproduceerd, het vergiste sap van appels of peren.
Na afloop van de maaltijd wordt vaak Schnaps of Edelbrand geschonken, welke in Oostenrijk vaak van abrikozen, lijsterbessen, gentiaan of verschillende kruiden wordt gemaakt. Wanneer de drank gemaakt is in een kleine privéstokerij, wordt deze vaak Hausbrand genoemd. In totaal zijn in Oostenrijk ongeveer 20.000 privé-stokerijen.
Ook bekend zijn de Inländer Rum, een bruine rum welke vaak een percentage heeft van 60 tot 80% en vooral gebruikt wordt om te mixen en in de keuken.

## Vlees
- Schnitzel
- Tafelspitz

## Specialiteiten naar deelstaat
- Wenen: Schnitzel, Palatschinken (pannenkoek), Erdäpfelsalat, Frittatensuppe (soep met streepjes pannenkoek), Frankfurter, Kaiserschmarren
- Neder-Oostenrijk: Mohnnudeln, Wachauer Marillenknödel, Marchfelder Spargel
- Burgenland: Krautroulade, Gefüllte Paprika, Grenadiermarsch, Bohnenstrudel, Paprikahendl, Letscho
- Stiermarken: Kürbiskernöl (olie van de zaden van de pompoen), Backhendl (gebakkene kip), Schilcher-wijn, Käferbohnensalat
- Opper-Oostenrijk: Surbratl, Erdäpfelkäs, Maurerforelle, Knödel, Linzer Torte
- Salzburg: Salzburger Nockerl, Kaspressknödel, Nidei, Strauben
- Karinthië: Kärntner Kasnudeln, Schlickkrapfen, Ritschert
- Tirol: Tiroler Speck, Schlutzkrapfen, Tiroler Gröstl, Kiachl
- Vorarlberg: Montafoner Käsesuppe, Käsespätzle, Vorarlberger Bergkäse/Alpkäse, Mostbröckle (worst), Schübling (worst) Riebel

Soevereine staten: Albanië · Andorra · België · Bosnië en Herzegovina · Verenigd Koninkrijk (Engeland - Schotland) · Bulgarije · Denemarken · Duitsland · Estland · Finland · Frankrijk · Griekenland · Hongarije · IJsland · Ierland · Italië · Kosovo · Kroatië · Letland · Liechtenstein · Litouwen · Luxemburg · Malta · Moldavië · Monaco · Montenegro · Nederland · Noord-Macedonië · Noorwegen · Oekraïne · Oostenrijk · Polen · Portugal · Roemenië · Rusland · San Marino · Servië · Slovenië · Slowakije · Spanje · Tsjechië · Vaticaanstad · Wit-Rusland · Zweden · Zwitserland 

Afhankelijke territoria: Åland · Faeröer · Gibraltar · Guernsey · Jersey · Man · Spitsbergen